# 朝阳坡镇
朝阳坡镇，是中华人民共和国吉林省长春市公主岭市下辖的一个乡镇级行政单位。

## 行政区划
朝阳坡镇下辖以下地区：
朝阳坡社区、朝阳坡村、新河口村、辽河村、山咀子村、孔家屯村、清水村、八家子村、大房身村、东兴村、中央堡村、长胜村、岭上村、徐家村、李家店村、城子上村、九间房村、玉川村和新华村。